# Villalán de Campos
Villalán de Campos község Spanyolországban, Valladolid tartományban.  Lakosainak száma 32 fő (2024).

## Népesség
A település népessége az utóbbi években az alábbiak szerint változott:
| Lakosok száma | 57   | 52   | 49   | 51   | 44   | 47   | 39   | 33   | 38   | 32   |
|               | 2001 | 2004 | 2007 | 2009 | 2012 | 2014 | 2017 | 2019 | 2022 | 2024 |